# Chaînes côtières du Pacifique
Les chaînes côtières du Pacifique, en anglais Pacific Coast Ranges, sont une série de montagnes qui s'étirent le long de la côte occidentale de l'Amérique du Nord, depuis l'Alaska jusqu'au Mexique. Elles offrent des paysages très différents car elles bordent plusieurs milliers de kilomètres de littoral. Elles culminent à 5 959 m au mont Logan dans le Yukon au Canada. Partout, elles plongent de manière abrupte dans l'océan Pacifique, sauf sur les sites d'estuaires et de baies (Baie de San Francisco, Puget Sound, région de Vancouver…).

## Géographie

### Situation, topographie

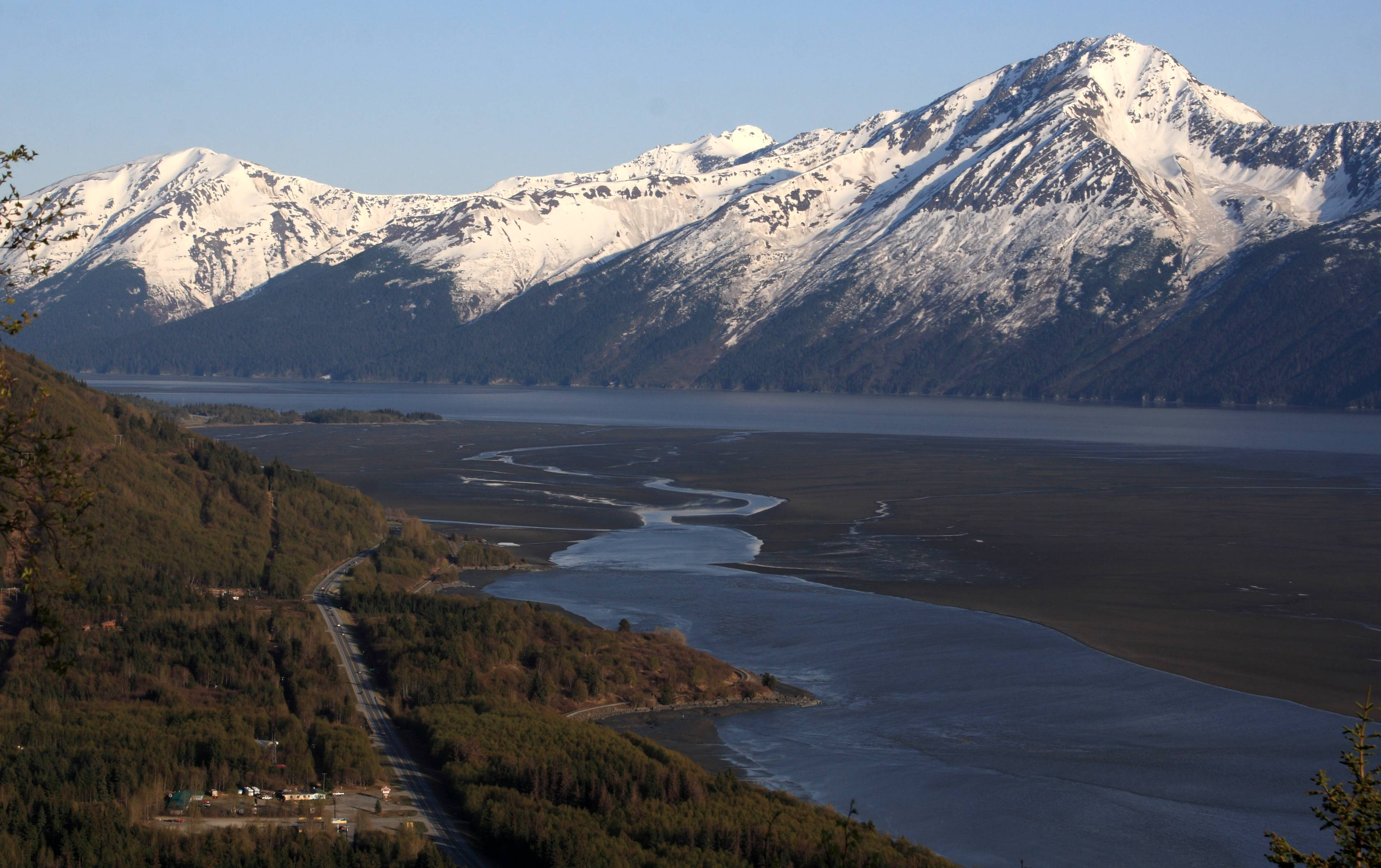
Montagnes Kenai.

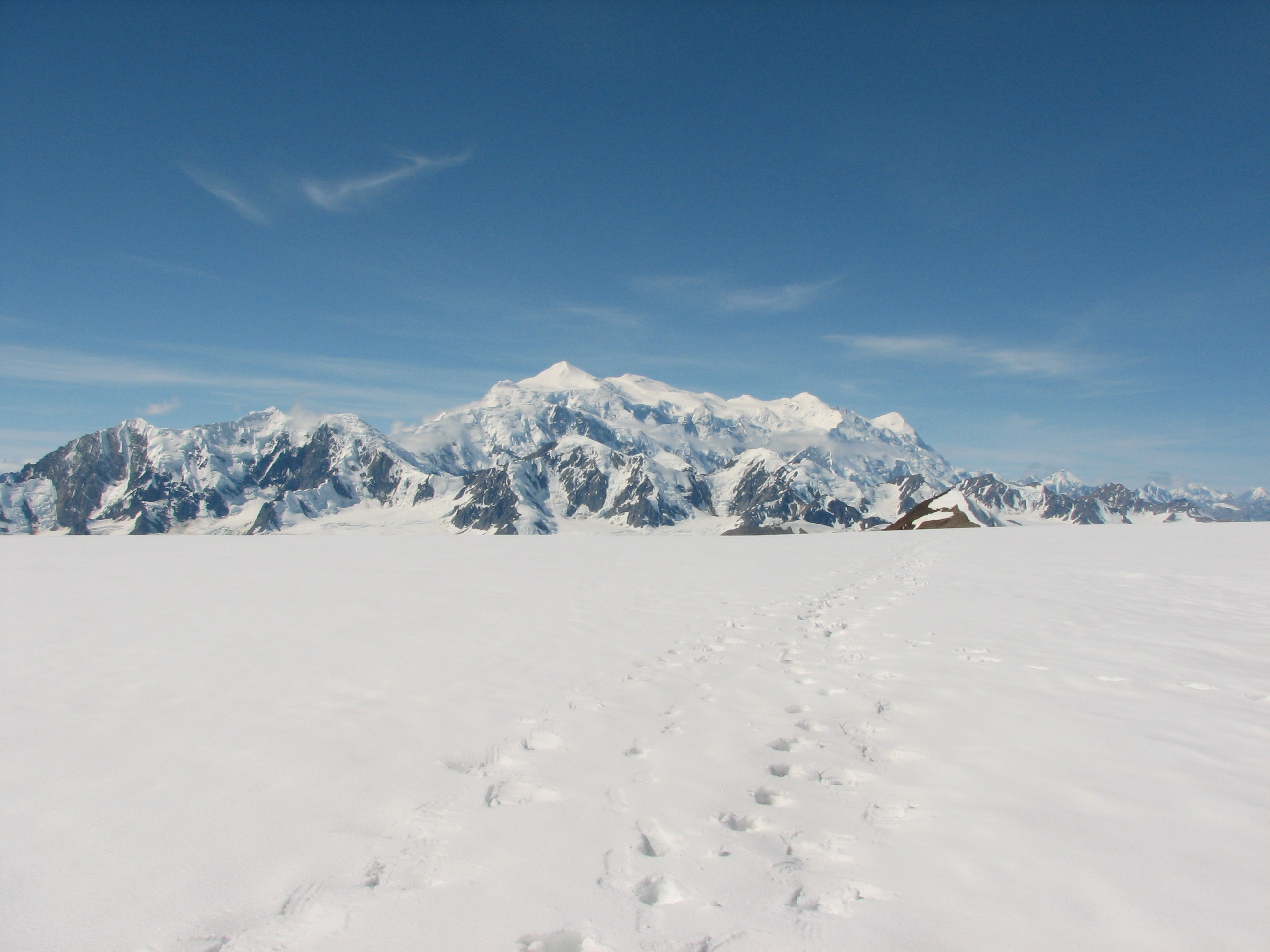
Chaîne Saint-Élie.

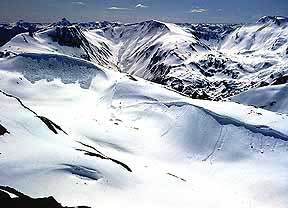
Juneau Icefield.

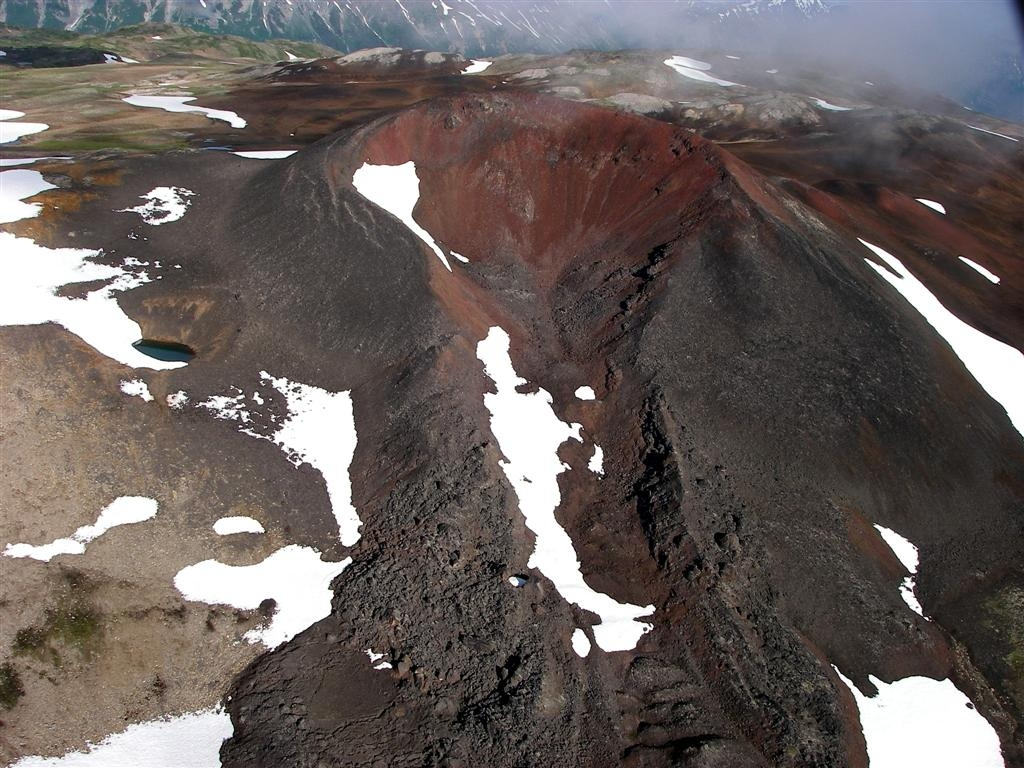
Chaînon Spectrum.

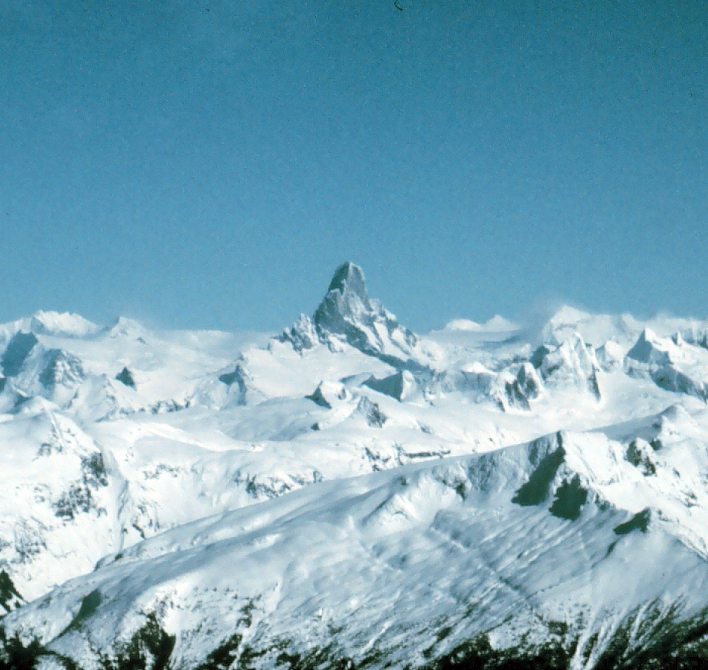
Calotte glaciaire Stikine.

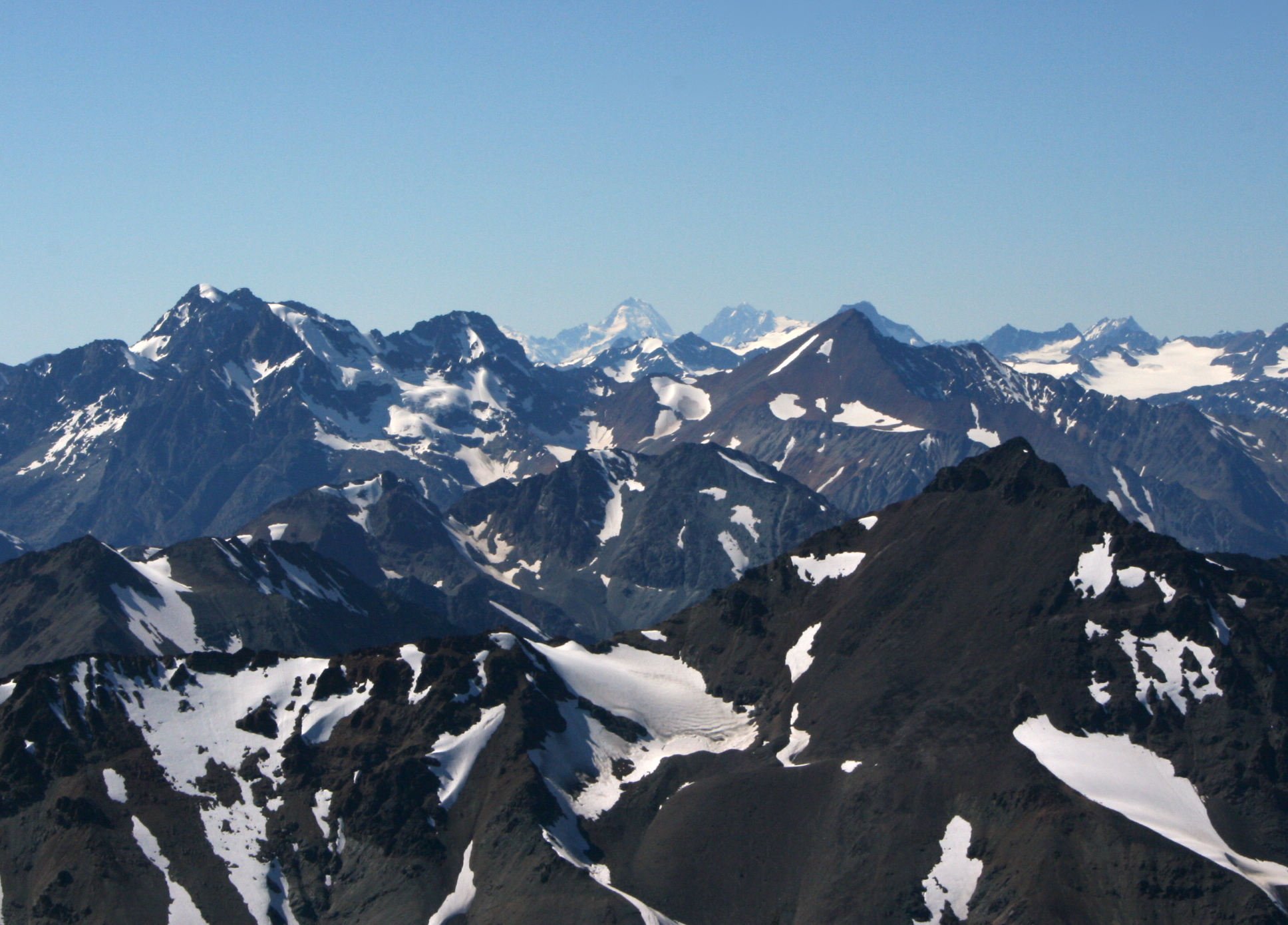
Chaînon Waddington.

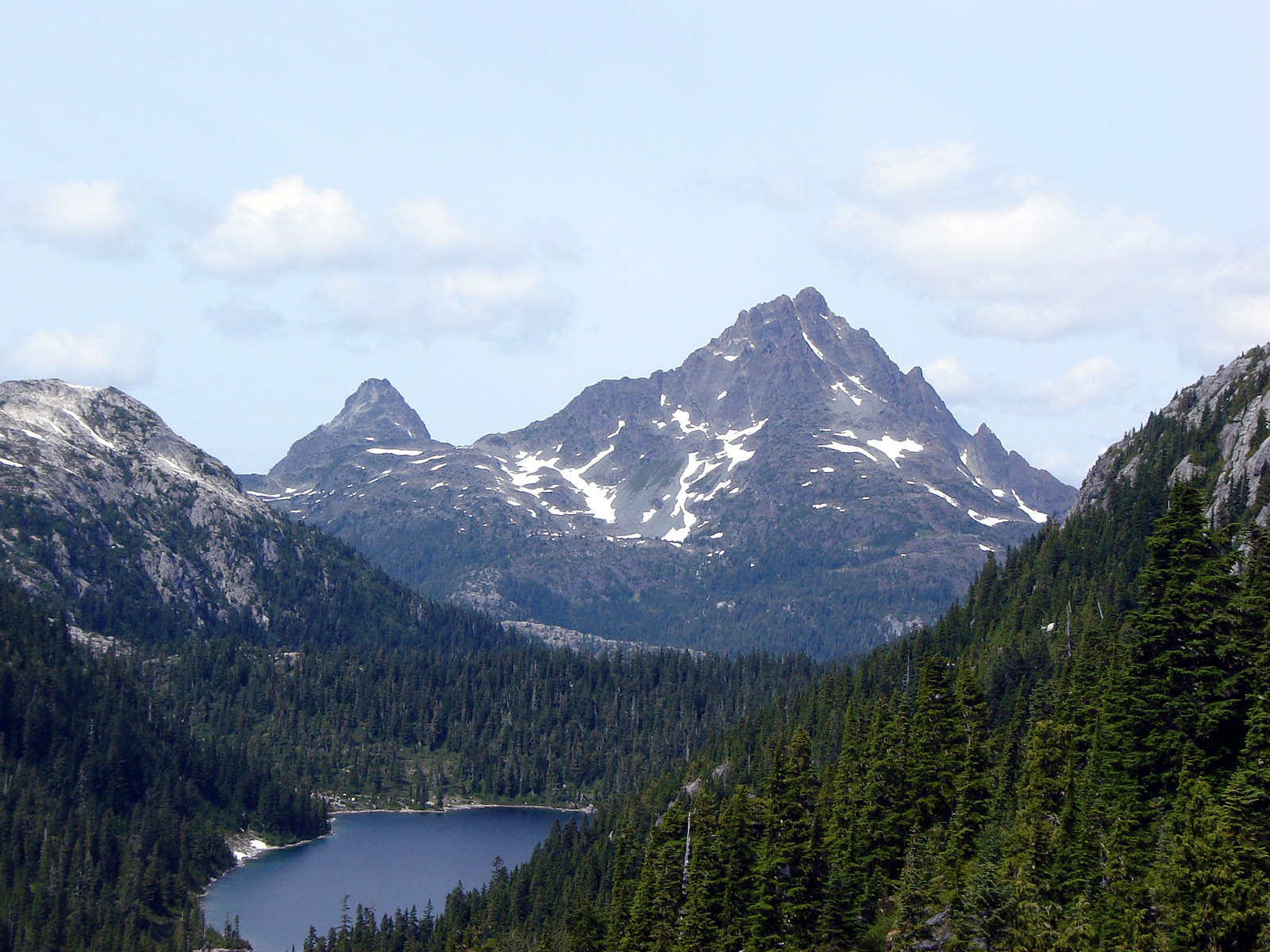
Monts Insulaires.

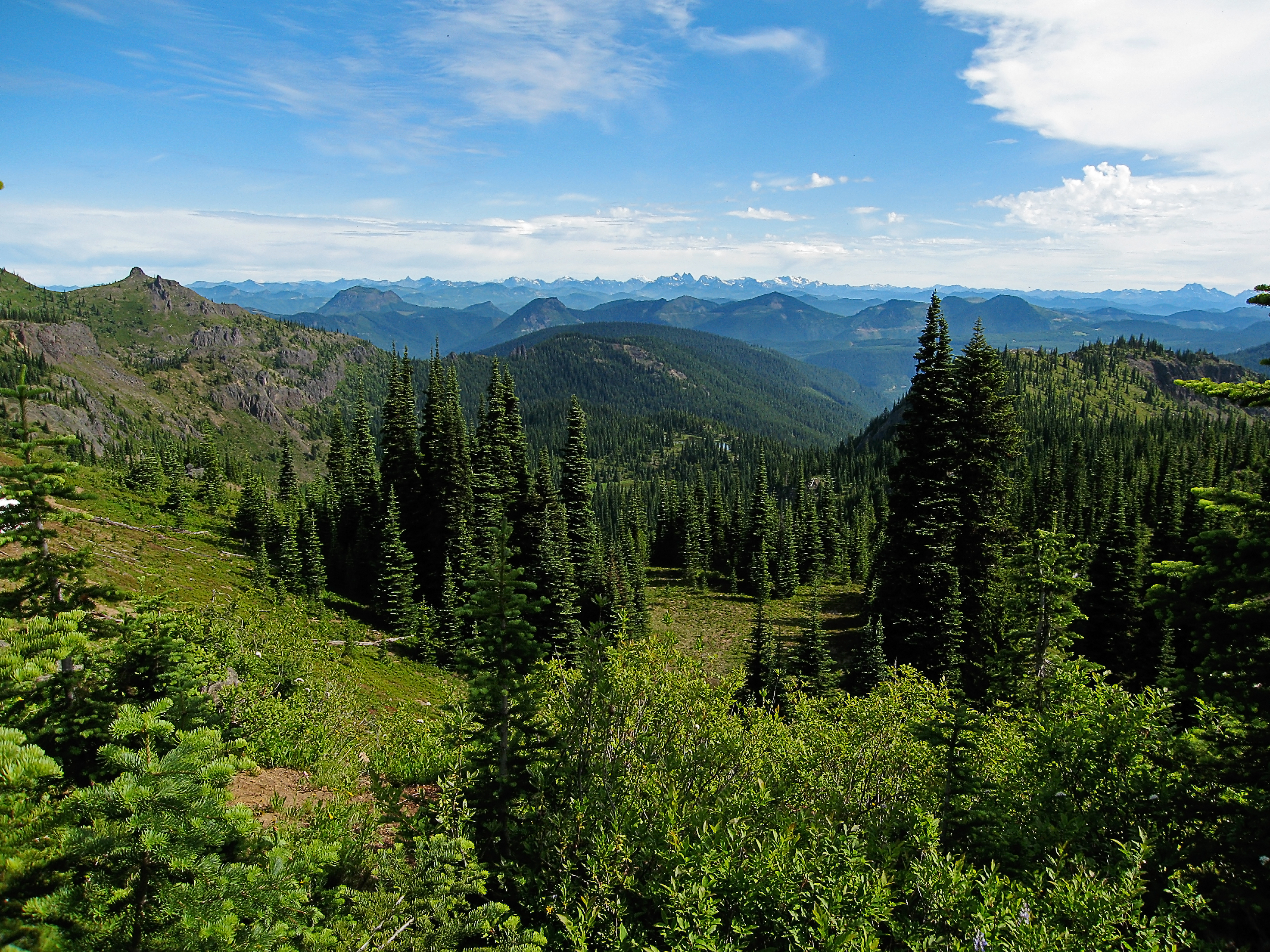
Chaîne des Cascades.

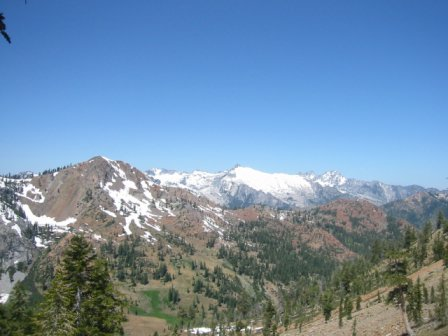
Montagnes Klamath.

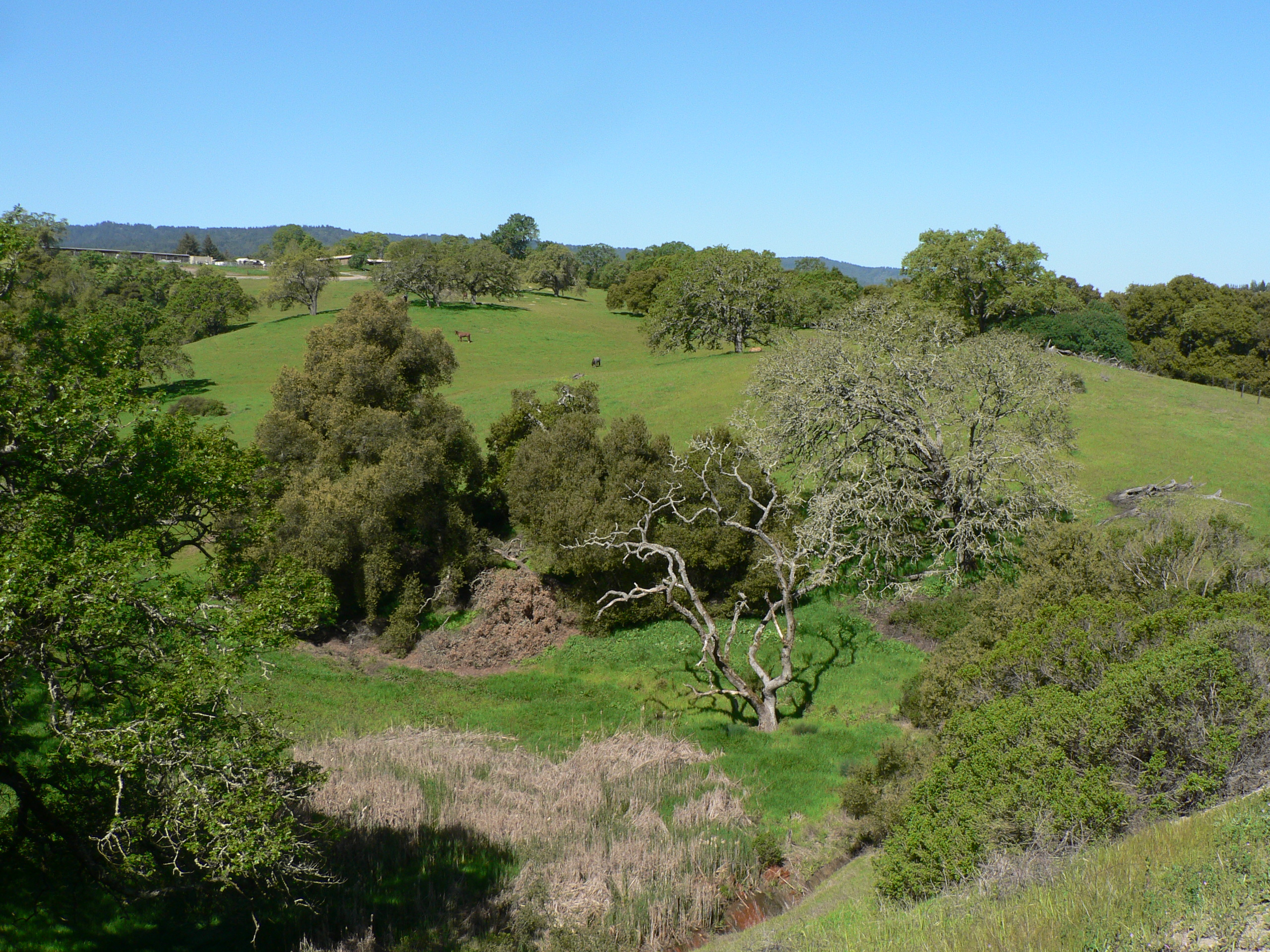
Monts Santa Cruz.

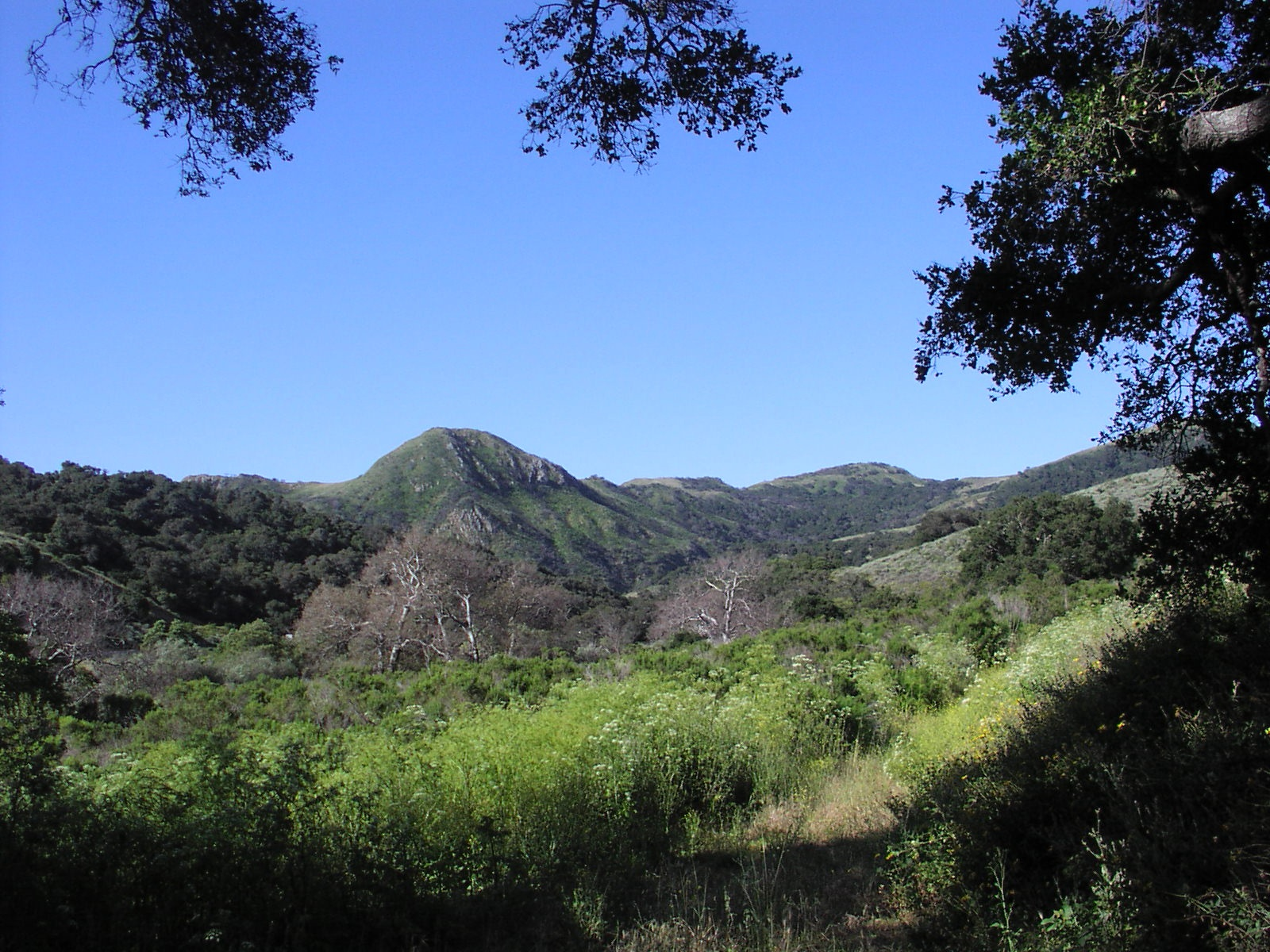
Santa Ynez Mountains.

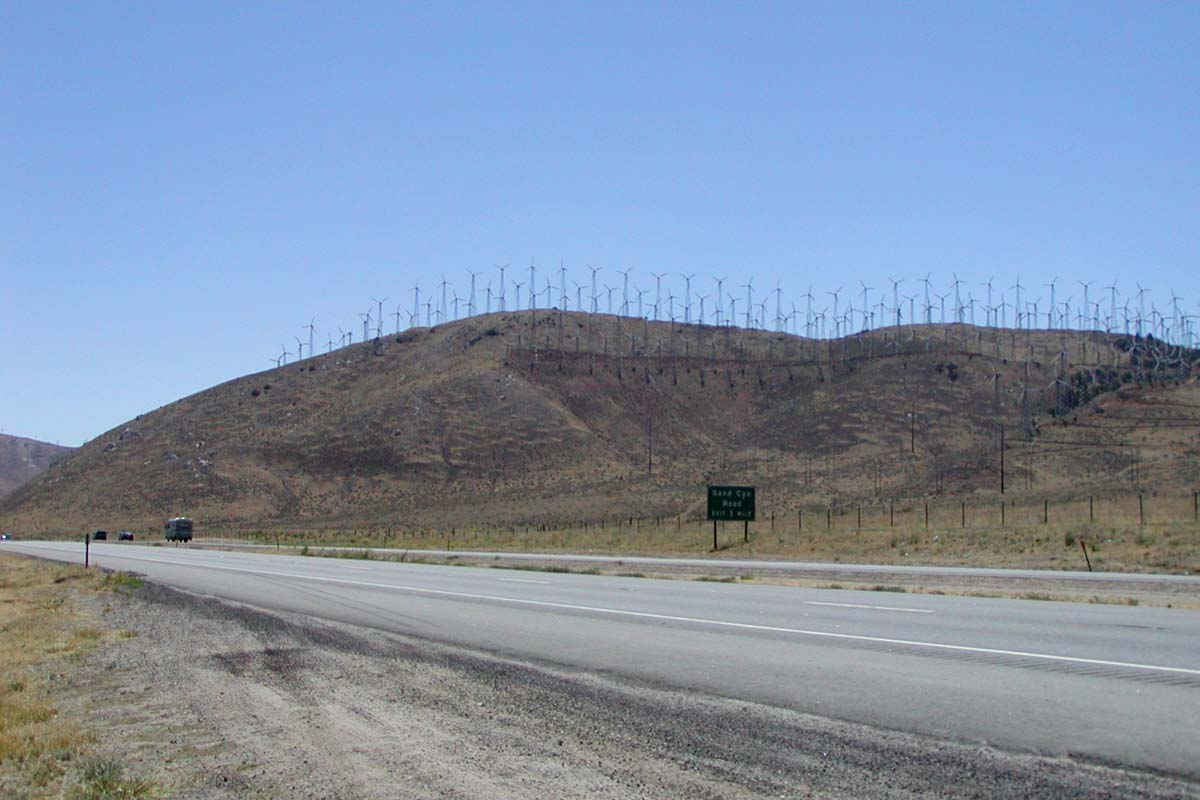
Tehachapi Mountains.

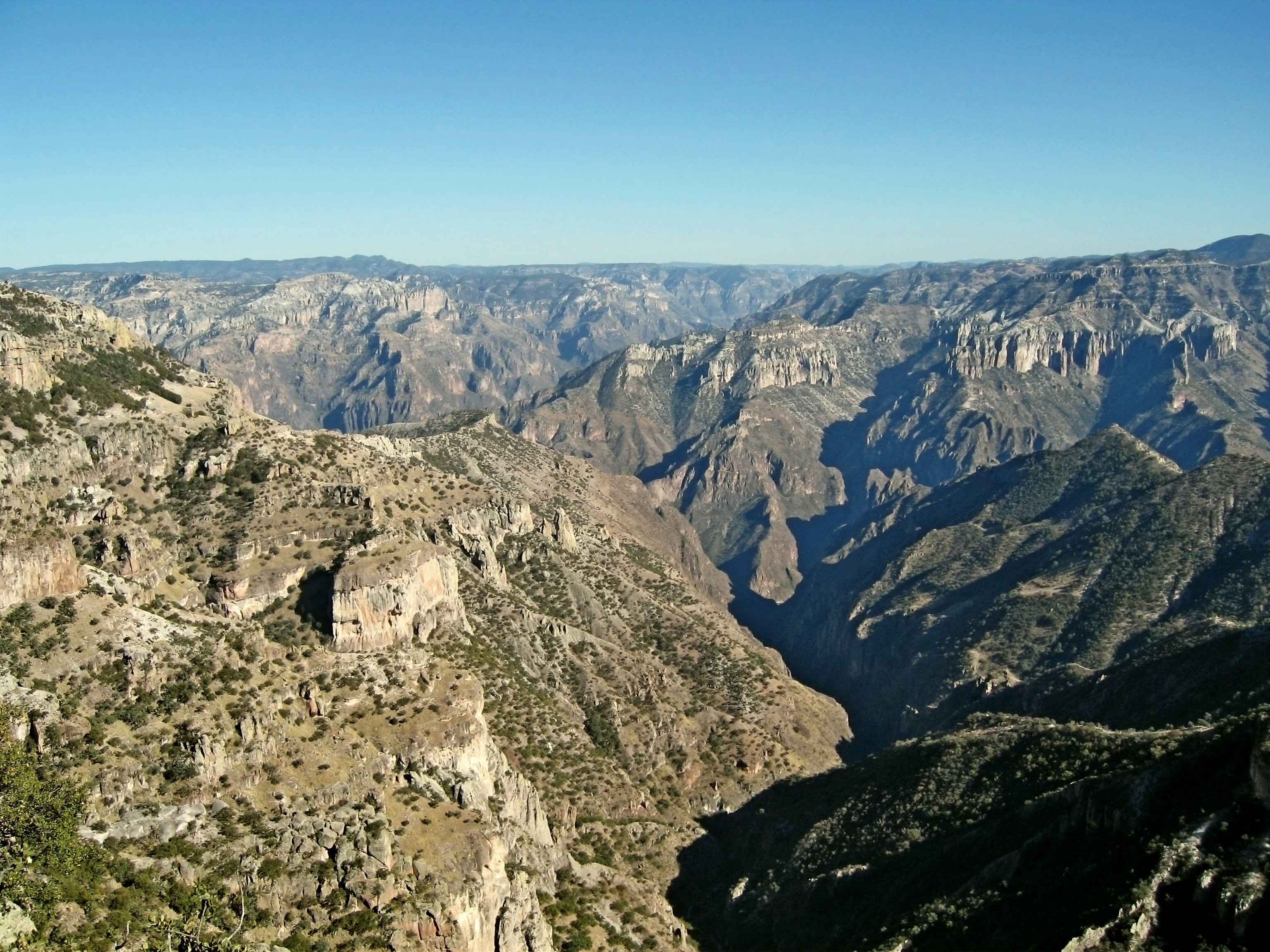
Sierra Madre Occidentale.

Liste des principales chaînes de montagne :
- Île Kodiak (Alaska)
- Montagnes Kenai (Alaska)
- Montagnes Chugach (Alaska)
- Montagnes Talkeetna (Alaska)
- Montagnes Wrangell (Alaska)
- Chaîne Saint-Élie (Alaska et Yukon)
  - Chaînon Centennial
  - Chaînons Kluanes
  - Chaînon Fairweather
  - Chaînons Alsek
    - Chaînon Auriol
    - Monts Takhinsha
    - Chaînon Chilkat
- Chaîne Côtière
  - Chaînons Boundary (Alaska et Colombie-Britannique)
    - Chaînon Cheja
    - Chaînon Chechidla
    - Chutine Icefield
    - Monts Adam
    - Chaînon Ashington
    - Chaînon Burniston
    - Chaînon Dezadeash
    - Chaînon Florence
    - Chaînon Halleck
    - Juneau Icefield
    - Chaînon Kakuhan
    - Monts Lincoln
    - Chaînon Longview
    - Monts Peabody
    - Chaînon Rousseau
    - Monts Seward
    - Chaînon Snowslide
    - Chaînon Spectrum
    - Calotte glaciaire Stikine

  - Chaînons Kitimat (Colombie-Britannique)
    - Chaînon Bare Top
    - Chaînon Countess of Dufferin
    - Chaînon Kitlope
    - Chaînon Bell
    - Chaînon Burnaby
    - Chaînon Cape
    - Chaînon Chismore
    - Chaînon Murphy
    - Chaînon Richardson
    - Chaînon Spiller
    - Chaînon Williams
    - Chaînon Wimbledon
    - Chaînon Tenaiko

  - Chaînons du Pacifique (Colombie-Britannique)
    - Chaînon Pantheon
    - Chaînon Niut
    - Chaînon Waddington
    - Chaînon Whitemantle
    - Chaînon Bendor
    - Chaînons Garibaldi
    - Chaînon Clendinning
    - Chaînon Tantalus
    - Chaînons Chilcotin
      - Chaînon Dickson
      - Chaînon Shulaps
      - Chaînon Camelsfoot

    - Chaînons Lillooet
      - Chaînon Cantilever
      - Chaînon Cayoosh

    - Chaînons Douglas
    - Front Ranges (Montagnes North Shore, North Shore Mountains)
- Monts Insulaires (Colombie-Britannique)
  - Chaînons de l'île de Vancouver
  - Monts Queen Charlotte
- Montagnes Olympiques (Washington)
- Chaîne des Cascades (Washington et Oregon)
- Chaîne côtière de l'Oregon (Oregon)
  - Chaîne côtière nord de l'Oregon
  - Chaîne côtière centrale de l'Oregon
  - Chaîne côtière sud de l'Oregon
- Montagnes Calapooya (Oregon)
- Klamath-Siskiyou
  - Monts Klamath (Oregon et nord de la Californie)
  - Monts Siskiyou (Oregon et nord de la Californie)
  - Trinity Alps et Monts Salmon (Californie)
  - Monts Yolla Bolly (Californie)
- Chaînes côtières californiennes
  - Chaînes côtières septentrionales (Californie)
    - Chaînon King (Californie)
    - Chaînon Mendocino (nord de la Californie)
    - Monts Mayacamas (Californie)
    - Marin Hills (Californie)

  - Chaînes côtières méridionales (Californie)
    - Chaîne Diablo (Californie)
    - Monts Santa Cruz (Californie)
    - Chaînon Santa Lucia (Californie)
    - Chaînon Temblor (Californie)
    - Chaînon Caliente (Californie)
- Transverse Ranges (Californie)
  - Monts Sierra Madre
  - Monts Sierra Pelona
  - Monts San Emigdio
  - Monts San Rafael
  - Monts Santa Ynez
  - Monts Tehachapi
  - Monts Topatopa
  - Monts Santa Susana
  - Simi Hills
  - Monts Santa Monica
  - Chalk Hills
  - Monts San Gabriel
  - Collines de San Rafael
  - Puente Hills
  - Montagnes de San Bernardino
- Peninsular Ranges
  - Monts Santa Ana (Californie)
  - Chino Hills (Californie)
  - Monts San Jacinto (Californie)
  - Chaînon Palomar Mountain (Californie)
  - Monts Laguna (Californie)
  - Sierra de Juárez (Basse-Californie au Mexique)
  - Sierra de San Pedro Mártir (Basse-Californie au Mexique)
  - Sierra de la Giganta (Basse-Californie au Mexique)
  - Sierra de la Laguna (Basse-Californie au Mexique)
- Sierra Madre Occidentale (Mexique)

### Géomorphologie et géologie
Les chaînes côtières forment une série de crêtes et de sillons parallèles et presque longitudinaux. « Édifice pré-crétacé fortement métamorphisé », elles se sont formées à la fin du Miocène avant d'être érodées puis affectées par des mouvements tectoniques pliocènes qui ont créé des failles. Le volcanisme apparaît à la fin de l'ère tertiaire.

### Climat
Partout, l'influence maritime de l'océan Pacifique se fait sentir. Cependant, plus on descend vers le sud de la zone, plus les températures moyennes augmentent, moins les précipitations sont importantes.
Quelques exemples :
Los Angeles : 
| Mois                   | Janv | Fev  | Mar  | Avr  | Mai  | Jui  | Jui  | Aoû  | Sep  | Oct  | Nov  | Dec  |
| ---------------------- | ---- | ---- | ---- | ---- | ---- | ---- | ---- | ---- | ---- | ---- | ---- | ---- |
| Températures (en °C)   | 12,5 | 13,1 | 13,6 | 14,9 | 16,6 | 18,1 | 20,3 | 20,8 | 20,4 | 18,4 | 15,8 | 13,3 |
| Précipitations (en mm) | 64   | 49   | 43   | 28   | 2    | 1    | 0    | 1    | 2    | 6    | 45   | 44   |

### Faune et flore
La faune de la Californie du Nord est constituée du cerf à queue noire, de l'ours noir, du puma, du coyote, du raton laveur, de la marte, du pékan et de la loutre commune. Plus au sud, on trouve le lynx, le renard, la belette, l'opossum et l'écureuil de Californie.
En Californie comme ailleurs, la flore dépend de la latitude : cependant, on retrouve le chêne de Californie sur toute la côte de cet état. Le nord et le centre sont le domaine du séquoia, du pseudotsuga et du tanoak. La plupart des séquoias se concentrent dans le Redwood National Park et le Muir Woods National Monument. On allant vers le centre apparait le chêne blanc de Californie et le chêne bleu, mais les arbres sont de moins en moins nombreux. Dans la région de Los Angeles et de San Diego, la chaîne côtière est couverte de chaparral, un maquis de buissons et de broussailles, particulièrement sensible aux incendies en été.